# Посольство России в Беларуси
Посо́льство Росси́йской Федера́ции в Респу́блике Белару́сь (бел. Пасольства Расійскай Федэрацыі ў Рэспубліцы Беларусь) — дипломатическое представительство России, расположенное в столице Беларуси городе Минске.

## Список послов России в Беларуси (Республике Беларусь)
- 1992—1996 — Сапрыкин, Игорь Александрович (род. 03.04.1938)
- 1996—1999 — Лощинин, Валерий Васильевич (род. 11.09.1940)
- 1999—2002 — Долгов, Вячеслав Иванович (род. 31.07.1937)
- 2002—2005 — Блохин, Александр Викторович (род. 12.01.1951)
- 2005—2005 — Аяцков, Дмитрий Фёдорович (род. 09.11.1950)
- 2006—2018 — Суриков, Александр Александрович (род. 15.08.1940)
- 2018—2019 — Бабич, Михаил Викторович (род. 28.05.1969)
- 2019—2021 — Мезенцев, Дмитрий Фёдорович (род. 18.08.1959)
- 2021—2022 — Лукьянов, Евгений Владимирович (род. 10.12.1951)
- 2022 — н.в. — Грызлов, Борис Вячеславович (род. 15.12.1950)

## Новое здание
Дипломатическая миссия России переехала 12 октября 2009 года в новое здание по Нововиленской улице. Современное здание расположилось неподалёку от центра Минска у реки Свислочи.

### Нападение на Посольство
Спустя год, 30 августа 2010 года территорию посольства забросали двумя бутылками с зажигательной смесью. Одна из бутылок пробила заднее стекло машины марки «Мазда» одного из сотрудников посольства. По данному факту было возбуждено уголовное дело по статье 339 УК Республики Беларусь. Ответственность за инцидент в сентябре взяла на себя группа анархистов «Друзья свободы». Игоря Алиневича, Николая Дедка, Александра Францкевича и Максима Веткина обвинили в попытке поджога посольства России в Беларуси.

## Реквизиты
- Телефоны: +375 17 233-35-90
- Факс: +375 17 233-35-97
- e-mail: rusemb-minsk@yandex.ru

## Другие представительства России в Республике Беларусь
Генеральное консульство России находится в Бресте и Гродно.